# Stenolophus elegantulus
Stenolophus elegantulus es una especie de escarabajo de tierra del género Stenolophus, tribu Harpalini, subfamilia Harpalinae. Fue descrita científicamente por Péringuey en 1892.

## Distribución
Se distribuye por Namibia.

## Sinonimia
- Acupalpus elegantulus Péringuey, 1892[1]
- Egadroma elegantula (Péringuey, 1892)[1]